# Gert Kloeppel
Gert Peter Heinrich Kloeppel (* 2. April 1900 in Elberfeld; † 9. März 1995 ebenda) war ein deutscher Jurist und Landrat. 

## Leben
Gert Kloeppel wurde als Sohn des Chemikers Edmund Kloeppel (1871–1926) und dessen Ehefrau Else Zur Strassen geboren und absolvierte nach dem Abitur am Gymnasium Köln-Mülheim ein Studium der Rechtswissenschaften an der Westfälischen Wilhelms-Universität Münster und Universität zu Köln, wo er am 15. Januar 1923 zum Dr. jur. promovierte. 
Die beiden  juristischen Staatsprüfungen bestand er mit „ausreichend“ und war als Jurist bei der Bezirksregierung tätig, wo er 1933 Regierungsrat wurde.
Zum 1. Mai 1931 war er in die NSDAP (Mitgliedsnummer 576.132) und zum 25. Juni 1932 in die SA eingetreten. 
Im Zusammenhang mit dem Röhm-Putsch wurde er verhaftet, beurlaubt und dann als Regierungsrat „auf Bewährung“ beim Polizeipräsidium Erfurt eingesetzt. Am 1. August 1937 wurde er Landrat im Kreis des Eisenbergs.  in Korbach. Mit Kriegsbeginn 1939 wurde er zur Wehrmacht einberufen. Während seiner Abwesenheit wurde er durch seinen Amtsvorgänger Ernst Klapp vertreten. Am 20. April 1942 wurde Kloeppel als Oberregierungsrat zur Bezirksregierung Danzig versetzt, konnte den Dienst aber nicht antreten, weil er noch im Kriegseinsatz war.
Nach Kriegsende wurde er in Korbach verhaftet und in den Kriegsgefangenenlagern Schwarzenborn und Darmstadt interniert. 
Im Juli 1947 wurde er im Entnazifizierungsverfahren durch ein Spruchkammer-Urteil in die Gruppe II „Aktivisten“ eingestuft. Damit verlor er seinen Anspruch auf Dienstbezüge.
Am 1. April 1951 wurde er durch den hessischen Ministerpräsidenten Georg-August Zinn begnadigt.